# Alchemilla tenerifolia
Alchemilla tenerifolia é uma espécie de rosácea do gênero Alchemilla, pertencente à família Rosaceae.